# Zielbeleuchtung

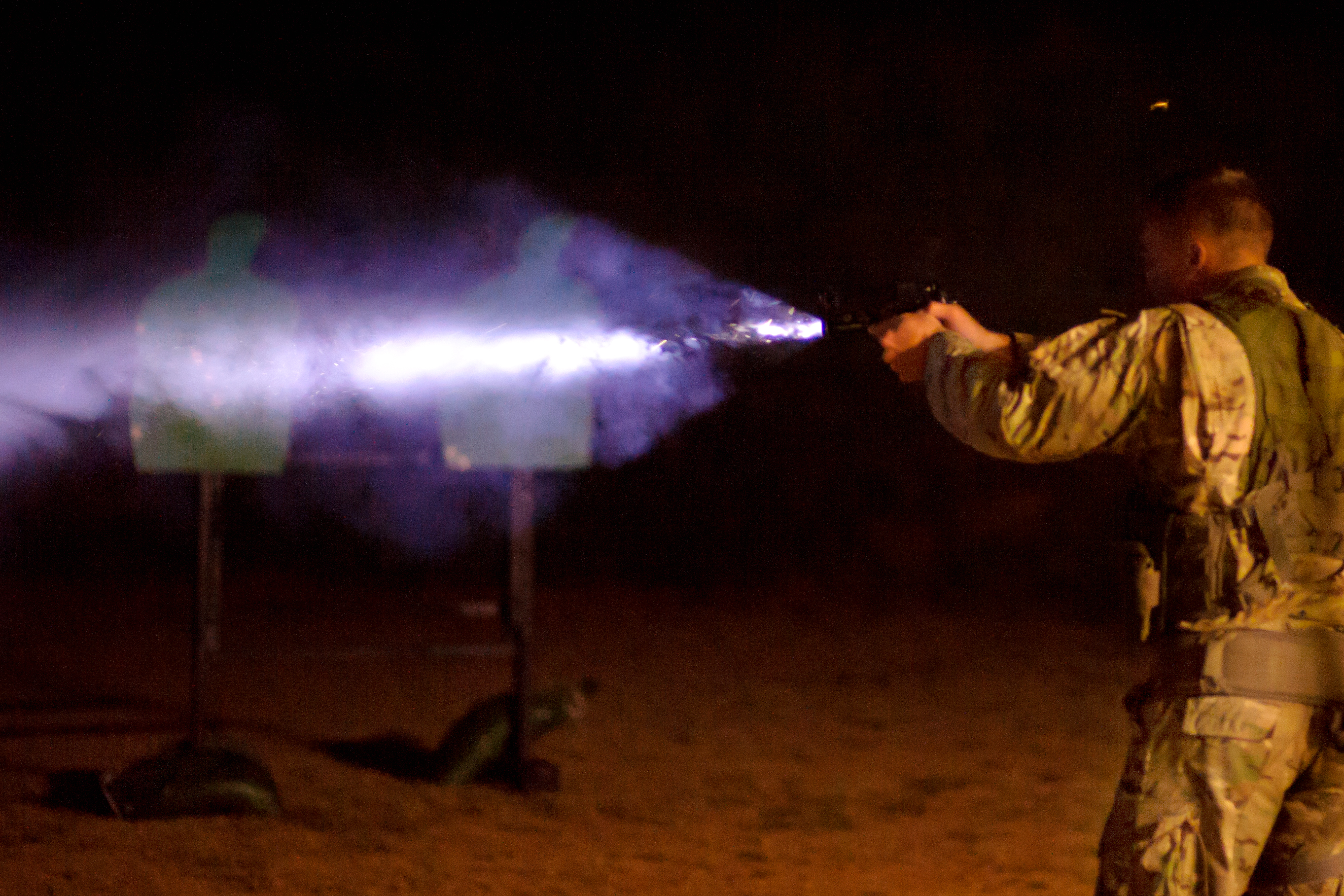
Taktisches Licht als Zielbeleuchtung an einer Beretta 92FS

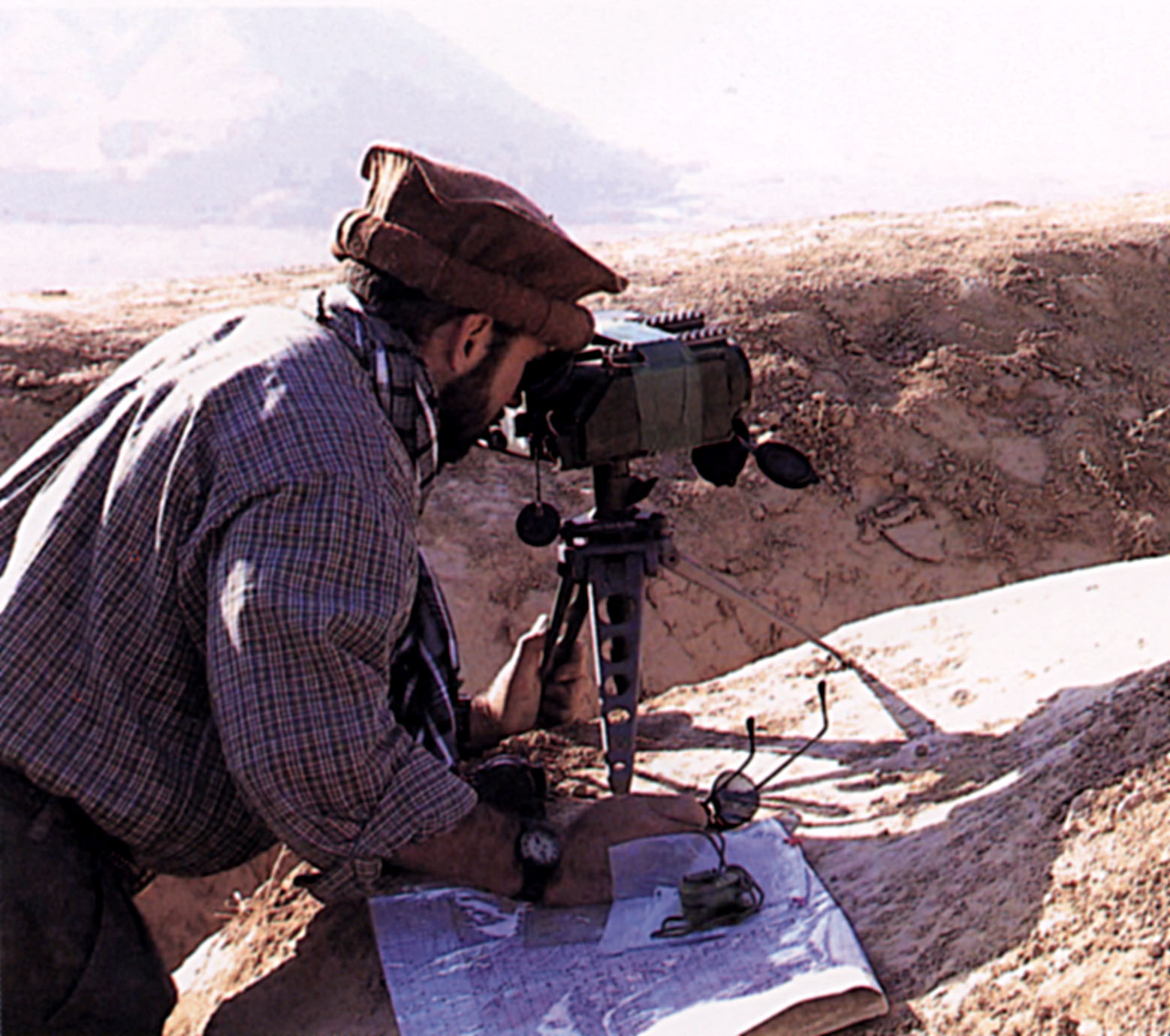
Tragbarer Laserzielbeleuchter in Afghanistan (2001).

Unter Zielbeleuchtung bzw. Zielmarkierung versteht man Verfahren zur Markierung meist militärischer Ziele.
Bei den Handfeuerwaffen versteht man darunter das an der Waffe montierte taktische Licht oder den Laseraufsatz. In manchen Ländern, wie z. B. Deutschland, sind diese Vorrichtungen für Privatpersonen verboten.
Bei der Zielbeleuchtung markiert ein entfernter Beobachter ein anzugreifendes Ziel mithilfe von Radar, Laser, Mikrowellen oder anderer Strahlungsquellen, wie z. B. sichtbarem Licht in bestimmten Wellenlängen. Die am Ziel reflektierte Strahlung wird vom Suchkopf einer Lenkwaffe empfangen und zur Steuerung verwendet, dabei werden durch Filter andere Wellenlängen ausgeblendet. Der Beobachter ist normalerweise ein vorgeschobener Soldat, ein Waffensystem (Flugabwehrsystem, Kampfhubschrauber bzw. -flugzeug) oder eine Drohne. So nutzen viele Flugabwehrraketen die halbaktive Zielsuchlenkung, bei der ein Zielverfolgungsradar das Ziel anstrahlt und die Rakete sich aufgrund der reflektierten Radarwellen ins Ziel steuert. Die Lenkwaffe kann vom Beobachter selbst oder von Dritten abgeschossen werden.
Gründe für die Zielbeleuchtung sind die geringeren Produktionskosten der Lenkwaffen, keine aktive Komponente im Suchkopf, und die deutlich geringere Exposition der Waffe (keine aktive Abstrahlung). Nachteile sind der Zwang eines Beobachters zum Aufenthalt im Kampfgebiet und dessen leichte Ortbarkeit. Aufgrund der Exposition versucht man das Beobachtungs- und Markierungsgerät möglichst vom Bedienpersonal zu trennen, beispielsweise durch Einsatz von fernbedienten Optiken.
Moderne Militärfahrzeuge und Flugzeuge können mit Detektoren ausgestattet werden, die eine Zielbeleuchtung erkennen und eine Warnung ausgeben. Als Gegenmaßnahmen können von Flugzeugen IR-Täuschkörper und Düppel abgeworfen werden. Fahrzeuge am Boden können Nebelwerfer einsetzen, um sich in eine Deckung zurückziehen zu können. Artilleriegeschütze können Nebelgranaten verschießen. Im militärischen Bereich eingesetzte Optiken z. B. Zielfernrohre sind häufig mit speziellen Filtern ausgestattet, die die typischen Frequenzen von Lasern ausfiltern und so die Augen oder Sensoren der Kameras vor Schaden schützen.
Zielbeleuchtung mit Licht war in der Luftabwehr des Zweiten Weltkrieges eine gebräuchliche Methode: Anfliegende Flugzeuge wurden bei Nacht von Flakscheinwerfern erfasst und beleuchtet, um mit Flugabwehrkanonen bekämpft werden zu können. 